# Związek Odwetu
Związek Odwetu (ZO), właśc. Związek Odwetowy – polska sabotażowo-dywersyjna organizacja wojskowa Związku Walki Zbrojnej z okresu II wojny światowej.

## Działalność
Organizacja została powołana do życia 20 kwietnia 1940 rozkazem komendanta ZWZ płk. Stefana Roweckiego ps. „Grot”. Rozkaz ten miał na celu ujęcie walki bieżącej w jedną formę organizacyjną na wszystkich szczeblach dowodzenia, podporządkowaną jednemu ośrodkowi dyspozycyjnemu. Związek Odwetu był częścią składową ZWZ i tylko ze względu na bezpieczeństwo całej organizacji został z niej wyodrębniony w osobny pion sabotażowo-dywersyjny, pracujący na własnej sieci łączności. 
Dowódcą organizacji był podpułkownik Franciszek Niepokólczycki ps. „Teodor”. Żołnierze Związku Odwetu dążyli do osłabienia potencjału wojennego okupanta poprzez ograniczenie jego produktywności przemysłowej, niszczenie zapasu paliw i innych materiałów. Zespoły sabotażowe działały m.in. w zakładach przemysłowych. Organizowano patrole dywersyjne. Istniały też kobiece patrole minerskie. Po 1942 roku komendzie głównej ZO podporządkowano Oddział Specjalny „Jan” („Osjan”) oraz oddział „Dysk” (Dywersja i Sabotaż Kobiet) pod dowództwem Wandy Gertz. Powołanemu w lipcu 1942 roku Oddziałowi Dyspozycyjnemu ZO „Motor” pod dowództwem mjra Jana Wojciecha Kiwerskiego ps. „Lipiński” podporządkowany został Oddział Specjalny „Jerzy” z Grup Szturmowych Chorągwi Warszawskiej Szarych Szeregów. Związek przeprowadził kilkaset tysięcy(!) akcji sabotażowo-dywersyjnych, m.in. zamachy na terenie Rzeszy o dużej doniosłości politycznej z użyciem bomb zegarowych podkładanych na stacjach kolejowych we Wrocławiu i w Berlinie (np. Anahalter Bahnhof, Stettiner Bahnhof, Bahnhof Alexanderplatz). Do najgłośniejszych akcji sabotażowych należy Akcja Wieniec w nocy z 7 na 8 października 1942 roku.
Po utworzeniu Armii Krajowej, Związek Odwetu wszedł w skład Kedywu. 

## Dowódcy
- mjr Franciszek Niepokólczycki ps. "Teodor"
- mjr Jan Wojciech Kiwerski ps. "Rudzki"

## W kulturze
O poznańskim rozdziale historii Związku Odwetu i wojnie biologicznej podjętej przeciwko Niemcom przez grupę Franciszka Witaszka w okupowanym Poznaniu traktuje powieść Piotra Bojarskiego Coraz ciemniej w Wartheland.  